# Windows Terminal
Windows Terminal（Windows终端）是微软公司于西雅图开幕的Build 2019大会上所公布的面向Windows10的新虚拟终端。用户可以通过Microsoft应用商店安装，或从Github下载源码自行编译安装。这一程序把目前Windows上的PowerShell、CMD以及Windows Linux子系统（WSL）三大环境实现了统一。

## 系统要求
Windows Terminal支持在x86、x64和arm64架构下编译，最低系统要求为Windows 10 Build 18362版本。